# 奥尔讷 (默兹省)
奥尔讷（法語：Ornes，法語發音：[ɔʁn]）是法国默兹省的一个市镇，位于该省北部，属于凡尔登区。该市镇总面积18.52平方公里，2021年时的人口为7人，是默兹省第一次世界大战期间被摧毁的九个村庄之一。

## 地理
奥尔讷（49°15'10"N, 5°28'19"E）面积18.52 平方千米，位于法国大東部大區默兹省，该省份为法国西北部内陆省份，北与比利时接壤，西接马恩省和阿登省，南至上马恩省和孚日省，东临默尔特-摩泽尔省。
与奥尔讷接壤的市镇（或旧市镇、城区）包括：伯宗沃、阿扎讷和苏马扎讷、凡尔登地区博蒙、格勒米伊、卢沃蒙-科特迪普瓦夫尔、奥恩河畔莫库尔、杜欧蒙-沃。
奥尔讷的时区为UTC+01:00、UTC+02:00（夏令时）。

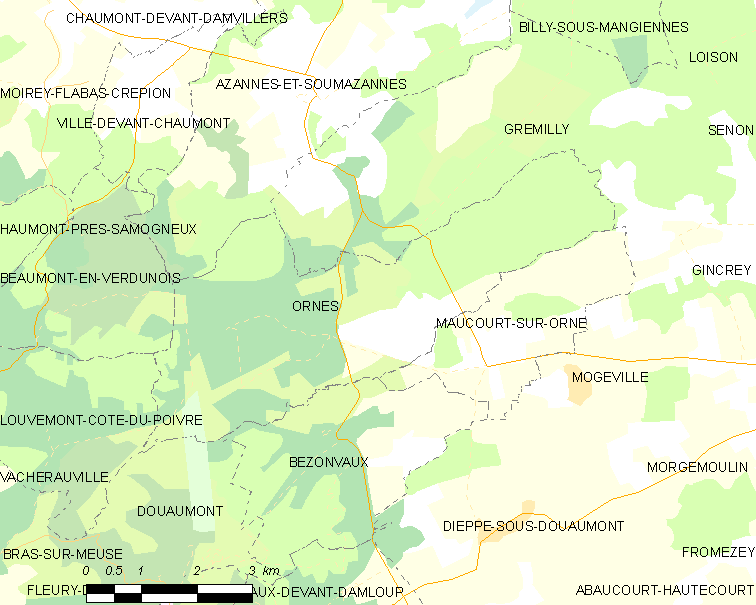
奥尔讷的OSM定位图

## 行政
奥尔讷的邮政编码为55150，INSEE市镇编码为55394。

## 政治
奥尔讷所属的省级选区为默兹河畔贝尔维尔县。

## 交通
默兹省省道D24线和D115线在市中心交汇，省道D65线经过境内东侧。

## 人口

1962-2008年间奥尔讷人口变化图示

奥尔讷于2022年1月1日时的人口数量为8人。